# Ichisuke Fujioka
Ichisuke Fuijioka (1857-1918) va ser cofundador de Toshiba junt amb Hisashige Tanaka.

## Biografia[calcitació]
Fill d'un samurai al servei de la ciutat d'Iwakuni. Als 8 anys va començar a assistir a classes de samurai. Als quinze anys va estudiar en una acadèmia d'anglès d'Iwakuni i va ser tan bon estudiant que li van demanar si volia ensenyar allà. El van enviar a Tòquio a fer els estudis. Als divuit anys va començar a estudiar al Col·legi Imperial d'Enginyeria i va conèixer el professor Willian Ayrton, un expert en telegrafia i il·luminació elèctrica. William va ser un exemple a seguir per a Ichisuke; quan va acabar els estudis William li va dir: "Respecta constantment els principis fonamentals, sigues sempre tu mateix, no et limitis a imitar, fes una altra cosa millor".
El 1884 va anar als Estats Units a veure l'Electric Expo i va conéixer Thomas Edison, qui va ser una font d'inspiració per a ell. Quan va tornar al Japó va començar a fer els seus propis invents.
El 1886 Ichisuke va renunciar a fer de professor ajudant a la universitat i va inventar una bombeta incandescent que va situar la indústria japonesa en una bona posició enfront de l'europea i l'americana. El 1890 va fundar l'empresa Hakunetsusha amb la bombeta com a producte, que més tard va passar a ser l'empresa Tokyo Denki (Tòquio Elèctric) per a llançar un producte a gran escala. Després de sis anys de molt esforç, l'empresa va augmentar la producció a 280-290 bombetes. Tot i així, l'empresa no podia competir amb les bombetes importades i la situació era delicada. El 1904, amb la guerra rus-japonesa va haver una gran caiguda de les importacions i les bombetes de fabricació nacional es van començar a vendre ràpidament. En aquest punt Ichisuke va fer un acord amb l'empresa de Thomas Edison, General Electric. El 1908, la planta de Kawasaki va començar a anar bé, augmentant la capacitat de producció i la capacitat competitiva. El 1911, va sortir al mercat la bombeta de tungstè, el "Mazda llum." A partir de llavors, les bombetes produïdes al país van guanyar terreny a ritme constant, ja que eren econòmiques i duradores. El 1939, la companyia es va unir a Shibaura Seisakusho (Obres d'Enginyeria Shibaura), fundada per Hisashige Tanaka, per formar Tokyo Shibaura Denki (Tokyo Shibaura Electric Co, Ltd), un fabricant global dels aparells elèctrics. La gent va començar a anomenar-la To-shiba, així finalment l'any 1978, l'empresa es va anomenar oficialment Toshiba.
En una exposició de 1890, Ichisuke va exhibir el primer tren elèctric del Japó, que ell mateix va dissenyar mitjançant la modificació d'un carro construït als Estats Units. Més tard, va supervisar la construcció del primer ferrocarril elèctric al Japó, el ferrocarril elèctric de Kyoto, que va començar el servei en 1895. També va dissenyar el motor elèctric que alimenta el tren. Posteriorment, Ichisuke va supervisar la planificació i construcció del ferrocarril elèctric municipal de Tòquio. Per tant, va tenir un paper central en l'expansió dels ferrocarrils elèctrics al Japó.
Va estar al comandament de la primera planta hidroelèctrica del Japó, també, es va construir sota la seva supervisió.
L'Edifici més alt d'aquella època al Japó, el Ryounkaku, es va completar en 1890, i va ser equipat amb el primer sistema d'ascensor elèctric del Japó, també dissenyat per Ichisuke. Dos ascensors, cadascun amb una capacitat de 10 persones, que anava del primer a vuitè pis de l'estructura de 12 pisos. Però, mig any després de la posada en marxa, es van tancar per seguretat.